# Motoaki Ishikawa

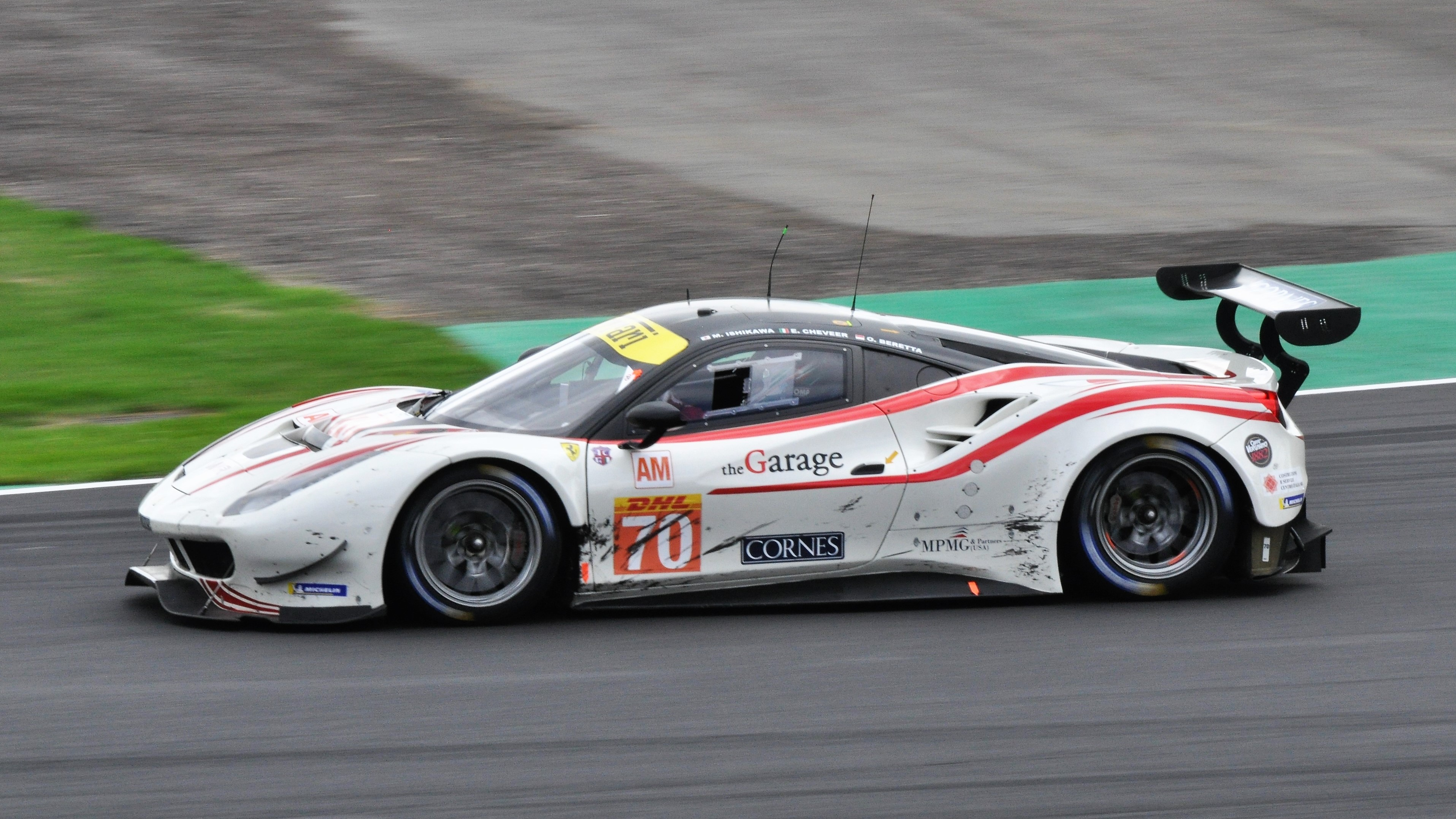
Motoaki Ishikawa im Ferrari 488 GTE beim 6-Stunden-Rennen von Silverstone 2018

Motoaki Ishikawa (jap. 石川 資章 Ishikawa Motoaki; * 7. April 1967 in der Präfektur Hyōgo) ist ein japanischer Mediziner und Autorennfahrer.

## Karriere als Rennfahrer
Motoaki Ishikawa, der im Brotberuf als Arzt arbeitete, begann Mitte der 2000er-Jahre eine Karriere als Amateur-Rennfahrer. Erste Einsätze hatte er in der japanischen Formel-3-Meisterschaft, wo er zwischen 2007 und 2011 insgesamt 29 Rennen bestritt.
Mit dem Wechsel in den GT-Sport stellten sich Erfolge ein. Überraschend kam der zweite Rang beim 6-Stunden-Rennen von Vallelunga 2015, als Partner von Giancarlo Fisichella und Michele Rugolo im AF-Corse-Ferrari 458 Italia GT3. Ab 2018 startete er mit Olivier Beretta und Eddie Cheever III in der LMGTE-Am-Klasse der FIA-Langstrecken-Weltmeisterschaft. Das Trio war auch beim 24-Stunden-Rennen von Le Mans gemeldet, wo der 38. Rang 2018 die bisher beste Platzierung im Schlussklassement war.

## Statistik

### Le-Mans-Ergebnisse
| Jahr | Team      | Fahrzeug        | Teamkollege     | Teamkollege       | Platzierung | Ausfallgrund |
| ---- | --------- | --------------- | --------------- | ----------------- | ----------- | ------------ |
| 2018 | MR Racing | Ferrari 488 GTE | Olivier Beretta | Eddie Cheever III | Rang 38     |              |
| 2019 | MR Racing | Ferrari 488 GTE | Olivier Beretta | Eddie Cheever III | Rang 41     |              |